# Valea Ciuciului
Valea Ciuciului – wieś w Rumunii, w okręgu Alba, w gminie Noșlac. W 2011 roku liczyła 10 mieszkańców.